# Strážne
Strážne (Hongaars: Őrös) is een Slowaakse gemeente in de regio Košice, en maakt deel uit van het district Trebišov.
Strážne telt 667 inwoners.